# Jurij Krivtsov
Jurij Krivtsov, ukrainska: Юрій Крівцов, född 7 februari 1979 i Pervomaisk, Mykolajiv oblast, Ukrainska SSR, Sovjetunionen, är en ukrainsk professionell tävlingscyklist som sedan säsongen 2012 tävlar för UCI ProTour-stallet Lampre-ISD. 

## Amatörkarriär
Som amatörcyklist vann Krivtsov de ukrainska nationsmästerskapens linjelopp som junior 1997 och som U23-cyklist 1998 och 2001. Han slutade även trea på 1996 års upplaga av U23-världsmästerskapens tempolopp.

## Professionell karriär

### 2002–2006
Krivtsov blev professionell med Jean Delatour 2002 och tävlade med det franska stallet fram till slutet av 2003. 2002 vann Krivtsov Prix des Blés d'Or och året därpå vann han etapper på Romandiet runt, Circuit de la Sarthe och Tour de l'Avenir.
Inför säsongen 2004 skrev han på ett kontrakt med Ag2r Prévoyance, sedan 2008 kallat Ag2r-La Mondiale. 2004 slutade Krivtsov tvåa på etapp 3 av Tour du Languedoc-Rousillon efter schweizaren Martin Elmiger. Krivtsov slutade även tvåa på det franska tempoloppet Duo Normand 2005 tillsammans med Erki Pütsep, Estland.
Krivtsov slutade tvåa på de ukrainska nationsmästerskapens tempolopp 2006 efter Andrij Grivko. Två år tidigare vann han tävlingen framför bland andra Sergij Matvejev och Sergej Gontjar. Under samma tävling 2003 slutade Matvejev och Gontjar etta och tvåa, medan Krivtsov blev trea.
Under säsongen 2006 vann Krivtsov bergstävlingen i Circuit de la Sarthe. Han slutade på sjunde plats på etapp 21 på Giro d'Italia bakom Robert Förster, Ariel Maximiliano Richeze, Olaf Pollack, Paolo Bettini, Leonardo Fabio Duque och Elia Rigotto.

### 2007–2009
På Vuelta a España 2007 slutade Krivtsov på elfte plats på etapp 16. Under året cyklade han också Giro d'Italia.
Krivtsov slutade på femte plats på de ukrainska nationsmästerskapens tempolopp 2008 bakom Andrij Grivko, Sergij Matvejev, Denys Kostjuk och Sergej Gontjar.
Jurij Krivtsov slutade på sjunde plats i Driedaagse van West-Vlaanderen 2009 bakom Johnny Hoogerland, Kevyn Ista, Jens Mouris, Roy Sentjens, Kevin Hulsmans och Steven Caethoven. I slutet av året slutade Jurij Krivtsov på tredje plats på Chrono des Herbiers bakom Aleksandr Vinokurov och Jean-Christophe Péraud.

## Stall
- Jean Delatour 2002–2003
- Ag2r Prévoyance 2004–2011
- Lampre-ISD 2012–